# نافا ديل أريفالو
بلدية نافا ديل أريفالو (بالإسبانية: Nava de Arévalo) هي بلدية تقع في مقاطعة آبلة التابعة لمنطقة قشتالة وليون وسط إسبانيا.

## الديموغرافيا
بلغ عدد سكان بلدية نافا ديل أريفالو 868 نسمة عام 2011 (وفقاً للمعهد الوطني للإحصاء الإسباني).
| 1.042 | 996 | 991 | 932 | 928 | 906 | 868 |